# 台湾鳞花草
台湾鳞花草（学名：Lepidagathis formosensis）是爵床科鳞花草属的植物。分布在台湾以及中国大陆的广东等地，目前尚未由人工引种栽培。

## 别名
台湾鳞球花（台湾植物志）